# Atjeken (Stensele socken, Lappland, 727055-151531)
Atjeken är en sjö i Storumans kommun i Lappland och ingår i Umeälvens huvudavrinningsområde. Sjön har en area på 0,796 kvadratkilometer och ligger 459,1 meter över havet. Sjön avvattnas av vattendraget Kirjesån.

## Delavrinningsområde
Atjeken ingår i det delavrinningsområde (727025-151385) som SMHI kallar för Utloppet av Atjeken. Medelhöjden är 515 meter över havet och ytan är 5,83 kvadratkilometer. Räknas de 29 avrinningsområdena uppströms in blir den ackumulerade arean 343,79 kvadratkilometer. Kirjesån som avvattnar avrinningsområdet har biflödesordning 2, vilket innebär att vattnet flödar genom totalt 2 vattendrag innan det når havet efter 326 kilometer. Avrinningsområdet består mestadels av skog (72 procent). Avrinningsområdet har 0,8 kvadratkilometer vattenytor vilket ger det en sjöprocent på 13,7 procent.